# ミナミヤモリ
ミナミヤモリ（Gekko hokouensis）は、爬虫綱有鱗目ヤモリ科ヤモリ属に分類されるトカゲ。

## 分布
中国、台湾、日本に分布する。日本国内の詳細な自然分布域は、九州南部、大隅諸島（馬毛島・種子島・屋久島を除く）、トカラ列島（小島・小宝島・宝島を除く）、奄美諸島（枝手久島を除く）、沖縄諸島、先島諸島（嘉弥真島、波照間島、北小島を除く）であり、神奈川県、静岡県、三重県、和歌山県、高知県、八丈島、屋久島、五島列島には移入個体群が定着している。

## 形態
全長10-13cm。体は扁平で木の隙間等の狭い場所にも潜り込める。体色は灰色や褐色であるが、環境に応じて体色の濃淡を変化できる。全身が細かい鱗に覆われ、顆粒状の大型鱗がない。尾の基部に1対の大型の疣状の鱗（側肛疣）がある。
四肢には指ごとに1対の趾下薄板が発達し、壁面にも張りついて活動できる。
九州から南西諸島に生息するヤモリ属は主に本種とされていたが、最近は未記載種としながら細分化する説が有力である。九州西部にはニシヤモリ、宝島にはタカラヤモリ、小宝島と奄美群島にはアマミヤモリ、沖縄諸島には本種に酷似したオキナワヤモリが分布する。

## 生態
森林に生息する。民家に生息することもある。少なくとも日本では同所に分布するホオグロヤモリが主に民家に生息するのに対し、本種は主に森林（原生林ではなく二次林や防風林等といった人の手の加わった）に生息して住み分けていると考えられている。夜行性で、昼間は木の隙間や樹洞等で休む。驚くと木の隙間等の狭い場所へ逃げ込む。
食性は動物食で、昆虫類や節足動物、爬虫類の幼体等を食べる。
繁殖形態は卵生で、4-8月に1回に2個ずつの粘着質に覆われた卵を木の隙間等に産む。